# 계응규
계응규(桂膺奎, 1869년 음력 2월 2일 ~ 1920년 양력 9월 1일)는 일제강점기 초기의 지방 관료이다. 평안북도 태천군 출신이며 본적은 평안북도 선천군 심천면이다.

## 생애
1902년에 평안북도 관찰부의 주사로 관직을 시작했으며, 이후 평북 선천과 용천 등지에서 학교 교사로도 일했다. 1909년 선천의 농림학교 교장으로 근무하면서, 이토 히로부미가 안중근에게 살해되었을 때 ‘각도 대표 지방위원 추도회’를 거행하는 데 참가했고, ‘도일 사죄 13도 인민대표 임시회의소’에 참가하였다가 탈퇴했다. 이 무렵 의주와 선천에서 친일적 자문기관인 지방위원을 지내기도 했다.
1910년 한일병합조약이 체결된 후 평북 태천군의 군수에 임명되었고, 1912년 한국병합기념장을 받았다. 1914년부터 국경 지역인 후창군 군수로 재직하다가 1920년 이 지역에 침투한 서로군정서 단원에게 사살되었다. 계응규는 3·1운동 때 군내에서 만세 시위가 활발하게 일어나자 시위대를 위협한 바 있고, 그가 독립군을 탄압한다는 정보가 독립군 측에 들어가 치밀한 계획 끝에 거사한 것으로 알려졌다. 이창덕은 이듬해 사형이 집행되었고 계응규에게는 훈6등 서보장이 추서되었다.

## 사후
2008년 민족문제연구소에서 친일인명사전에 수록하기 위해 정리한 친일인명사전 수록예정자 명단과 2006년 친일반민족행위진상규명위원회가 조사 발표한 친일반민족행위 106인 명단에 포함되었다.

## 참고 자료
- 친일반민족행위진상규명위원회 (2006년 12월). 〈계응규〉 (PDF). 《2006년도 조사보고서 II - 친일반민족행위결정이유서》. 서울. 414~419쪽쪽. 발간등록번호 11-1560010-0000002-10. 2007년 10월 8일에 원본 문서 (PDF)에서 보존된 문서. 2007년 8월 11일에 확인함.
- 이창덕 : 독립유공자 공훈록 - 국가보훈처